# Rebelion.org
Rebelion.org és un lloc web i un mitjà alternatiu d'informació que publica, aplega i difon continguts polítics, socials i culturals relacionats amb els moviments anticapitalistes i ecologistes d'esquerra i extrema esquerra en l'àmbit internacional. Sorgit a la fi de 1996, funciona principalment com a agregador de notícies i publica articles originals de Carlos Fernández Liria, Heinz Dieterich, Marta Harnecker, Pascual Serrano Jiménez i Santiago Alba Rico, entre d'altres. També publica traduccions de diversos autors i difon articles d'altres mitjans.

## Organització
Rebelion.org sorgeix en 1996, desenvolupat des d'Espanya per un col·lectiu de periodistes sense ànim de lucre que impulsa un altre model de comunicació no depenent dels grans mitjans ni dels condicionaments del mercat. El lloc no té seu física i funciona mitjançant l'organització per seccions amb un responsable assignat per secció. L'orientació ideològica del contingut publicat es basa en:
| « | (...) donar cabuda a totes les veus que honestament i sincerament intenten aportar una mica de lucidesa i veritat en nom dels pobles i dels silenciats pels grans mitjans. (...) Per als que només són la veu del poder, dels diners i del neoliberalisme, no hi ha lloc en rebelion.org, ells ja tenen la CNN. | » |

Segons els seus promotors, és un mitjà d'informació alternativa que publica notícies que no són considerades importants pels mitjans de comunicació tradicionals. També busca donar a les notícies un tractament diferent, a fi de "mostrar els interessos que els poders econòmics i polítics del món capitalista oculten per mantenir els seus privilegis i l'estatus actual". Es recolza en organitzacions no governamentals i persones que treballen per "canviar el món des d'una perspectiva radicalment diferent, més justa, igualitària i equilibrada".
El contingut web del lloc està allotjat en els servidors de l'Institut d'Estudis Polítics per a Amèrica Llatina i Àfrica (IEPALA), "Gloobal.net".
Rebelion.org compta amb un equip de traducció a l'espanyol des d'altres idiomes format per, segons el seu web, aproximadament trenta persones.

## Continguts
El lloc alberga majoritàriament articles d'opinió, així com notícies, entrevistes i anàlisis sobre temes d'actualitat política, social, econòmica i cultural de tot el món. Hi ha una especial èmfasi a Llatinoamèrica i Orient Pròxim. Destaca per les seves crítiques cap al capitalisme, la política internacional estatunidenca i el sionisme. Les seccions que comprèn actualment són: Coneixement Lliure, Cultura, Ecologia social, Economia, Mentides i mitjans, Opinió i Un altre món és possible. També fa divisió territorial entre Àfrica, Argentina, Bolívia, Brasil, Xile, Colòmbia, Cuba, Equador, EUA, Espanya, Europa, l'Iraq, Mèxic, Món, Palestina i Orient Pròxim, i Veneçuela.
També alberga llibres digitals per a la seva descàrrega de franc en la seva secció Libros Libres. Els textos la font original dels quals és Rebelion.org tenen llicència Creative Commons Reconeixement-No comercial-Sense obres derivades 2.5 Espanya. No obstant això, de vegades la llicència de les traduccions de textos d'escriptors famosos no es proporciona o és desconeguda.

## Rellevància
El lloc posseeix un PageRank de 7 segons el marcador creat per Google, i d'acord amb el lloc Alexa en el llistat de les pàgines web més visitades del món ocupava aproximadament el lloc núm. 22.000 al setembre de 2009.
Rebelion.org té una estadístiques d'accessos de 150.000 pàgines llegides diàries, és a dir, quatre milions i mig al mes i vuitanta mil accessos a la portada cada dia. Alexa situa rebelion.org com la pàgina d'informació alternativa en espanyol més llegida del món amb lectors procedents de més de cinquanta països.
Per la seva banda, en la documentació del Màster en Noves Tecnologies de la Informació i la Comunicació, impartit per la Universitat Nacional d'Educació a Distància d'Espanya, la investigadora Alicia-Meynart defineix rebelion.org com un lloc interessant com a enfocament alternatiu al que són els corrents oficials de la informació. Alhora es declara "impactada per l'amplitud del que cobreixen".
També la Universitat de Xile, dins del seu Sistema de Serveis d'Informació i Biblioteques, inclou Rebelion.org com un lloc de referència en la seva llista de recursos en línia.

## Publicacions
Rebelion.org ha editat dos llibres col·lectius gràcies a la col·laboració gratuïta d'alguns dels seus col·laboradors habituals, els qui van cedir els seus textos per a la seva edició en format tradicional. Periodismo y crimen. El caso Venezuela 11-04-02 comptà, entre d'altres, amb la participació dels periodistes Ignacio Ramonet (director de Le Monde Diplomatique), Stella Calloni (La Jornada), Enrique Ortega (Resumen Latinoamericano), Antonio Maira (Cádiz Rebelde), Eva Bjorklund (Revista Kuba de Suècia), així com amb les reflexions dels intel·lectuals Santiago Alba Rico i Carlos Fernández Liria.
En el segon dels treballs, titulat Washington contra el mundo i publicat en 2003, es recollia una selecció de vint-i-quatre textos escrits per divuit autors de set països diferents que col·laboren directament o els textos dels quals apareixen habitualment en aquest mitjà. Noam Chomsky, James Petras, Eduardo Galeano, Vázquez Montalbán, Carlos Taibo, Julio Anguita, Edward Said, Michel Collon, Gary Lupp, Michel Chossudovsky, John Brown, Santiago Alba Rico, Michael Parenti, Simón Royo, Pascual Serrano Jiménez, Roni Ben Efrat i Javier Barreda són els autors dels texts d'aquesta selecció. El llibre era prologat pel periodista i escriptor Javier Ortiz i publicat per l'Editorial Akal.
En 2003, se publicà La batalla de los intelectuales: nuevo discurso de las armas y las letras del dramaturg Alfonso Sastre, va incloure en la segona edició, de 2005, diversos textos sobre el debat desenvolupat en rebelion.org després de la primera versió editorial.
El 3 de juliol de 2009, rebelion.org va començar a publicar les obres completes de Marta Harnecker en la seva secció Libros Libres. Cada tres dies es publica una de les obres.

## Polèmiques
1. Segons rebelion.org, la direcció del periòdic espanyol El País va escriure un correu electrònic al periodista Pascual Serrano exigint-li la retirada d'un article publicat sota el títol "El País contra Chávez, fuego a discreción" per violació de drets d'autor. L'advocada de Pascual Serrano va contestar a El País que "no reprodueix l'article, sinó que en realitza una cita emparat en l'article 32 de la Llei 23/2006, de 7 de juliol, per la qual es modifica el Text Refós de la Llei de Propietat Intel·lectual, aprovat pel Reial decret Legislatiu 1/1996, de 12 d'abril". Segons rebelion.org, El País va mantenir la seva postura respecte a la violació de copyright, i Pascual Serrano la seva, mantenint l'article publicat[22]
2. Al juny de 2008, el URL del lloc va ser inclòs en la llista negra de spam de Viquipèdia en castellà, la qual cosa va generar un intens debat intern en l'enciclopèdia.[23][24] El fet fou recogillit en alguns mitjans de comunicació[3][25][26] i debatut a Wikimania 2009 després que Richard Stallman digués que no era d'acord amb la inclusió del domini en aquesta llista negra.[5]